# Miss Géorgie USA
 (août 2013).
Si vous disposez d'ouvrages ou d'articles de référence ou si vous connaissez des sites web de qualité traitant du thème abordé ici, merci de compléter l'article en donnant les références utiles à sa vérifiabilité et en les liant à la section « Notes et références ».

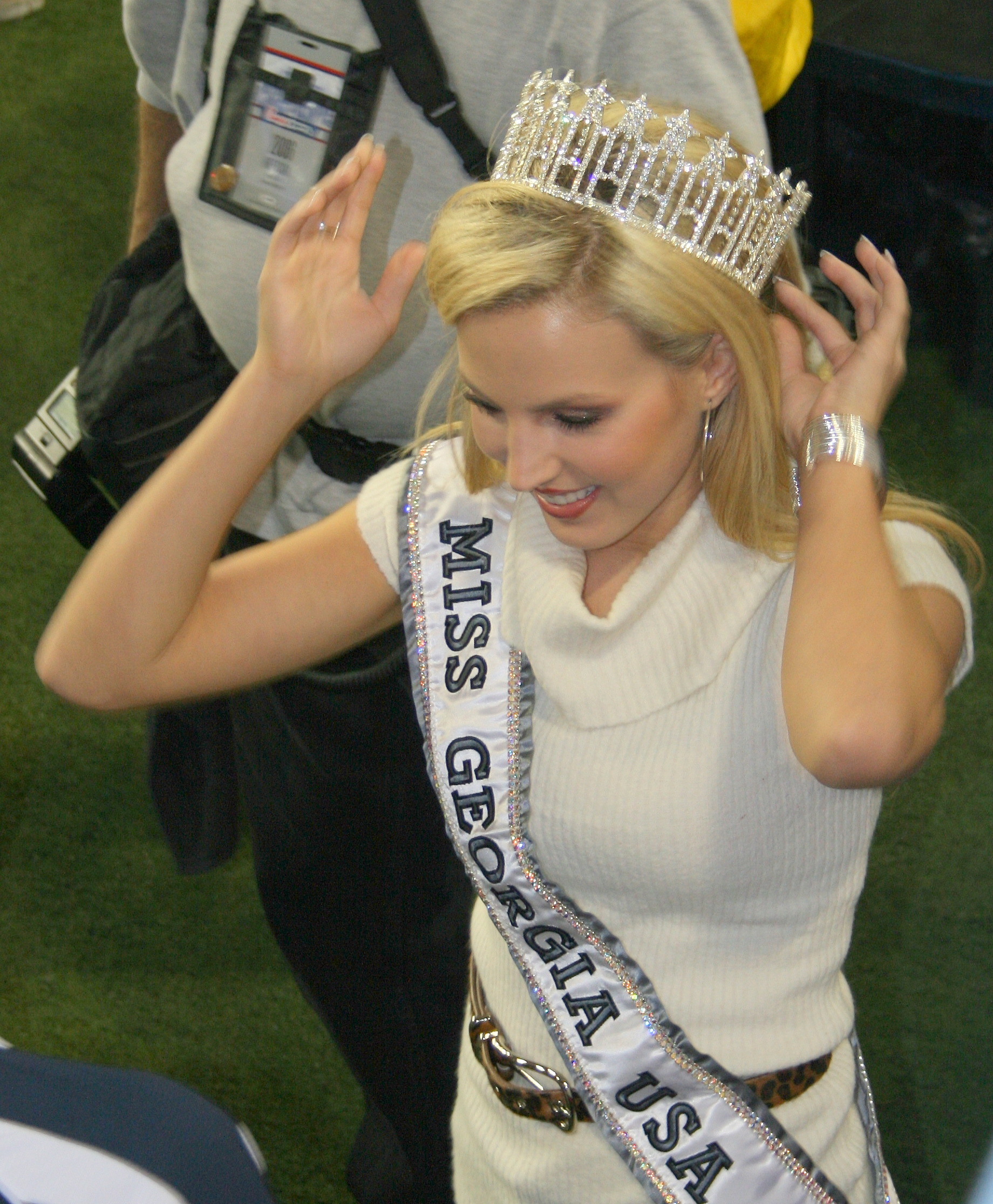
Brittany Swan, la gagnante du concours Miss Georgie USA en 2007.

Le concours Miss Géorgie USA est un concours de beauté féminin réservé aux jeunes femmes de 17 à 27 ans domiciliées dans l'État de Géorgie. La gagnante est la représentante de l'Etat de Géorgie à l'élection de Miss USA.

## Lauréates
| Année   | Nom                | Domicile      | Age1 | Classement à Miss USA                                  | Prix spéciaux à Miss USA | Notes |
| ------- | ------------------ | ------------- | ---- | ------------------------------------------------------ | ------------------------ | --- |
| 2025    | Savannah Miles     | Atlanta       |      |                                                        |                          | Miss Géorgie Teen USA 2018 et Top 10 à Miss Teen USA 2018                                                                                              |
| 2024    | Emmaline Farmer    | Winder        | 24   |                                                        |                          | |
| 2023    | Rachel Russaw      | Atlanta       | 26   |                                                        |                          | |
| 2022    | Holly Haynes       | Sugar Hill    | 26   |                                                        |                          | |
| 2021    | Cora Griffen       | Columbus      | 24   |                                                        |                          | |
| 2020    | Alyssa Beasley     | Brunswick     | 22   | Top 16                                                 |                          | Miss Géorgie 2017 et top 12 à Miss America 2018. |
| 2019    | Katerina Rozmajzl  | Atlanta       | 21   |                                                        |                          | Originaire de la République tchèque. |
| 2018    | Marianny Egurrola  | Atlanta       | 24   | Top 10                                                 |                          | Première femme latina à gagner le concours. |
| 2017    | DeAnna Johnson     | Hazlehurst    | 20   |                                                        |                          | |
| 2016    | Emanii Davis       | Griffin       | 22   | 2e dauphine                                            |                          | |
| 2015    | Brooke Fletcher    | Peachtree     | 23   |                                                        |                          | Miss Georgia Teen USA 2009 et 1re dauphine de Miss Teen USA 2009.                                                                                      |
| 2014    | Tiana Griggs       | Monticello    | 26   | 2e dauphine                                            |                          | |
| 2013    | Brittany Sharp     | Atlanta       | 22   |                                                        |                          | Participation à Miss Georgia Teen USA 2006 et 4e dauphine de Miss Teen USA 2006.                                                                       |
| 2012    | Jasmyn Wilkins     | Atlanta       | 22   | 4e dauphine                                            |                          | |
| 2011    | Kaylin Reque       | Suwanee       | 22   | Top 16, termine à la 11e place                         |                          | |
| 2010    | Cassady Lance      | Savannah      | 25   |                                                        |                          | Participe à Miss Georgia Teen USA 2003. |
| 2009    | Kimberly Gittings  | Lilburn       | 20   | Top 15, termine à la 3e place                          |                          | |
| 2008    | Amanda Kozak       | Warner Robins | 23   |                                                        |                          | Participe à Miss Géorgie 2006 et Miss America 2007 2e dauphine; 1re dauphine de National Sweetheart 2005.                                              |
| 2007    | Brittany Swann     | Tyrone        | 23   |                                                        |                          | |
| 2006    | Lisa Wilson        | Rome          | 26   | 2e dauphine                                            |                          | Demi-finaliste à American Idol. |
| 2005    | Tanisha Brito      | Dunwoody      | 24   |                                                        |                          | Participe à Miss Connecticut 2002 et top 10 à Miss America 2003.                                                                                       |
| 2004    | Caroline Medley    | Suwanee       | 26   | Top 10, termine à la 8e place                          |                          | |
| 2003    | Erin Haney         | Atlanta       | 21   |                                                        |                          | |
| 2002    | Heather Hogan      | Duluth        | 21   |                                                        |                          | |
| 2001    | Tiffany Fallon     | Duluth        | 26   | 2e dauphine                                            |                          | Pose pour Playboy Magazine's Playmate of the Year en 2005.                                                                                             |
| 2000    | Patti Dunn         | Duluth        | 24   | 4e dauphine                                            |                          | |
| 1999    | Meredith Young     |               | 25   |                                                        |                          | Participe à Miss Georgia Teen USA 1991 et 1re dauphine de Miss Teen USA 1991.                                                                          |
| 1998    | Edlyn Lewis        |               | 24   |                                                        |                          | |
| 1997    | Denesha Reed       | McDonough     | 22   |                                                        |                          | Participe à Miss Georgia Teen USA 1993 et top 6 Miss Teen USA 1993.                                                                                    |
| 1996    | Jenny Craig        |               |      |                                                        |                          | Ultérieurement Madame Texas America 2004 et Madame Photogenic au Concours Madame America (en) de 2004 sous son nom de femme mariée, Jennifer Palmieri. |
| 1995    | Paulette Schier    | Atlanta       | 23   |                                                        |                          | Miss Oktoberfest 1995, Miss Teen All American 1990. |
| 1994    | Andrea Moore       | Atlanta       |      |                                                        |                          | |
| 1993    | Erin Nance         | Calhoun       | 21   | 1re dauphine                                           |                          | Participe à Miss Georgia Teen USA 1988, 2e dauphine de Miss Oktoberfest 1994, Miss Teen All American 1991.                                             |
| 1992    | Jennifer Prodgers  | Atlanta       | 23   | Top 6 finaliste, termine à la 6e place                 |                          | 1re dauphine Miss Oktoberfest 1992 |
| 1991    | Tamara Rhoads      | Marietta      | 23   |                                                        |                          | |
| 1990    | Brenda Leithleiter |               | 22   | Top 6 finaliste[style à revoir], termine à la 6e place |                          | Miss Flower Queen 1990 |
| 1989    | Michele Nemeth     | Lilburn       | 24   | 4e dauphine                                            |                          | 1re dauphine de Miss Oktoberfest 1989, participation à Miss Maja International 1984, fille de Miss Maryland USA 1959.                                  |
| 1988    | Donna Rampy        |               | 24   | 2e dauphine                                            |                          | Demi-Finaliste à Miss Asia Pacific 1988. |
| 1987    | Sophia Bowen       | Marietta      | 21   | 4e dauphine                                            | Miss Photogenic          | |
| 1986    | Tami Tesch         | Hephzibah     | 21   | 2e dauphine                                            |                          | 2e dauphine de Miss Oktoberfest 1986. |
| 1985    | Amanda Smith       | Smyrna        |      |                                                        |                          | |
| 1984    | Jayne Poteet       | Norcross      |      |                                                        |                          | Miss Oktoberfest 1987 |
| 1983    | Dotsy Timm         | Augusta       |      | Top 12                                                 |                          | |
| 1982    | Kelly Blackston    | Savannah      |      |                                                        |                          | |
| 1981    | Lisa Condre        | Atlanta       |      | Top 12                                                 |                          | |
| 1980    | April Reid         | Augusta       |      |                                                        |                          | |
| 1979    | Debbie Freeman     |               |      |                                                        |                          | |
| 1978    | Larinda Matthews   | Marietta      |      |                                                        |                          | |
| 1977    | Linda Kerr         | Alpharetta    |      | Top 12                                                 |                          | |
| 1976    | Liz Wickersham     | Atlanta       |      | Top 12                                                 | Miss Photogénique        | |
| 1975    | Diana Goodman      | Forest Park   |      |                                                        |                          | |
| 1974    | Vicki Ross         |               |      |                                                        |                          | |
| 1973    | Melanie Chapman    |               |      |                                                        |                          | |
| 1972    | Kaye Ayers         |               |      |                                                        |                          | |
| 1971    | Jenny Andrews      |               |      |                                                        |                          | |
| 1970    | Cherie Stephens    | Atlanta       |      | 4e dauphine                                            |                          | |
| 1969    | Judy Lyons         |               |      |                                                        |                          | |
| 1968    | Midge Ivie         |               |      |                                                        |                          | |
| 1967    | Jane Lineberger    |               |      |                                                        |                          | |
| 1966    | Not available      |               |      |                                                        |                          | |
| 1965    | Judy Simpson       |               |      |                                                        |                          | |
| 1964    | Lynda Tatum        |               |      |                                                        |                          | |
| 1963    | Brenda Seagraves   |               |      |                                                        |                          | |
| 1962    | Genelda Odum       | Odum          |      |                                                        |                          | Participation à Miss Dixie 1963. |
| 1961    | Patsy Giddens      |               |      |                                                        |                          | |
| 1960    | Cecilia Upton      | Rockmart      |      |                                                        |                          | |
| 1959    | Dorothy Taylor     |               |      | 3e dauphine                                            |                          | |
| 1958    | Diane Austin       |               |      | 4e dauphine                                            |                          | |
| 1957    | Ruth Lycan         |               |      |                                                        |                          | |
| 1956    | Mary Ruff          |               |      |                                                        |                          | |
| 1955    | Carolann Conno     |               |      | 4e dauphine                                            |                          | |
| 1953-54 | Pas de concours    |               |      |                                                        |                          | |
| 1952    | Betty Jane Wood    |               |      |                                                        |                          | |
| 1952    | Rosemarie Bowe     |               |      |                                                        |                          | |